# Экштайн, Карл
Карл Экшта́йн (род. 16 апреля 1949, Вальвис (ныне — в составе Штокаха), ФРГ) — профессор, доктор юридических наук, адвокат, почетный Консул Российской Федерации в Швейцарии с 2007 года по октябрь 2018 года; был одним из первых, кто предложил создать административный регламент, нацеленный на регулирование отношений между властью и гражданами в целях уменьшения коррупции.

## Биография

### Юность
Родился 16 апреля 1949 года в городе Вальвис, ФРГ. В 1965 году окончил среднюю школу в г. Райнек, Ст. ГалленПосле поступил в Кантональный педагогический институт города Роршах, Ст. Галлен, который окончил в 1969 году, получив сертификат учителя начальных классов. 1971—1975 гг обучался на юридическом факультете университета города Базель.

### Преподавательская и научная деятельность
С 1969 года (по 1971 год) преподавал в начальных классах школы города Дикен, Ст. Галлен. Затем, в 1975 году получил свидетельство о присуждении ученой степени кандидата юридических наук Университета города Базель, где в 1979 году успешно защитил докторскую диссертацию и получил свидетельство о присуждении ученой степени доктора юридических наук. Квалификация швейцарского адвоката была присвоена Карлу Экштайну высшим судом города Базель в 1980 году. С 1995 года и по сей день является преподавателем университета МГИМО по конституционному и административному праву. В 2001 году в Москве по решению аттестационной комиссии получил удостоверение профессора.

### Профессиональная деятельность
Во время написания докторской диссертации Карл Экштайн работал в юридическом отделе Министерства Образования кантона Ст. Галлен (1976—1977 гг). Получив свидетельство доктора юридических наук, Карл в 1980—1982 гг работал в юридическом отделе Федерального ведомства энергетики в Берне и был ответственным по вопросам международного права по использованию атомной энергии и допуска к эксплуатации атомной электростанции в Лейбштадте.
С 1982 года г-н Экштайн успешно осуществляет поддержку и консультирование западных предпринимателей в их деятельности в России и других странах-бывших республиках СССР. Еще во время холодной войны д.ю.н. проф. Карл Экштайн возглавил московское представительство крупнейшего швейцарского индустриального консорциума. Он представлял интересы таких швейцарских концернов, как Nestle, Sulzer, SIG, Bührle Oerlikon, Andre Lausanne, Bühler Uzwil и т. д.
Когда в начале перестройки в 1986 году появилась перспектива доступа на обширный советский рынок, профессор Экштайн основал в Москве собственную консалтинговую компанию «Экштайн и Партнеры» (юридические и бухгалтерские услуги, доверительное ведение дел). В 2000-х годах практика фирмы расширилась и стала включать в себя также защиту интересов бизнеса в Европейском суде по правам человека и представление интересов клиентов в Интерполе. Возможности использования правовых позиций Европейского суда для защиты интересов юридических лиц в судебных и иных государственных органах, а также международных судах обсуждались на конференции «Защита интересов бизнеса в Европейском суде по правам человека», которая состоялась 12 декабря 2011 г. в зале «Николаевский» гостиницы «Националь».
В период 1992—1993 гг Экштайн давал юридические консультации комиссии по вопросам школьной реформы Парламента Российской Федерации.
1992—1994 был советником правительства Таджикистана. Руководил проектом «Экономическая реформа Таджикистана» по поручению правительства (совместно с университетом Ст. Галлена — профессор Франц Егер и профессор Бернд Шипс).
Карл был одним из первых, кто предложил создать административный регламент, нацеленный на регулирование отношений между властью и гражданами в целях уменьшения коррупции. В 2000 году в свет вышла книга «Как упорядочить отношения гражданина и чиновника?», автором которой является Экштайн. В книге приведены и прокомментированы принципы, регулирующие административные процедуры в Швейцарии, стране, имеющей прочные демократические традиции.
В 2007 году Карл Экштайн стал первым Почетным консулом Российской Федерации в Швейцарии. 5-го июня 2007 года в Цюрихе состоялось официальное открытие Почетного консульства России. В церемонии открытия приняли участие более 300 человек. Среди них были и ныне сложивший с себя полномочия посол РФ в Швейцарии Дмитрий Черкашин, и мэр Цюриха Эльмар Ледергербер, а также представители местных властей, бизнес-сообщества, деятели политики и культуры. Своими основными задачами в качестве Почетного консула РФ Карл Экштайн видел развитие и укрепление деловых, экономических и культурных связей между Россией и Швейцарией. Бюро в Цюрихе должно стать отправной точкой, прежде всего, для людей бизнеса, для швейцарцев и россиян, желающих наладить двусторонние деловые связи и бизнес в России и Швейцарии.
В октябре 2018 сложил свои полномочия Почетного консула Российской Федерации в Швейцарии.

## Публикации
(Выдержки: полностью смотрите на сайте http://www.eckstein.ru/deutsch/ueber_uns/unsere_Firma/Prof.Dr.Karl_Eckstein (недоступная+ссылка))
- 2007 — Geschäftserfolg in Russland (на немецком) / Успех бизнеса в России

Orell Füssli Verlag, Zürich 2007
- 2007 — A right to be left in peace (на английском) / Право быть оставленным в покое

Karl Eckstein / Mjriana Visentin in Human Rights, Democracy and the Rule of Law: Liber amicorum Luzius Wildhaber, Basel 2007
- 2005 — Doktrin des öffentlichen Rechts in Russland (на немецком) / Доктрина публичного права в России

in: Wirtschaftsrecht zu Beginn des 21. Jahrhunderts, Festschrift für Peter Nobel zum 60. Geburtstag, Stämpfli Verlag Bern, 2005, S. 893—908
- 2005 — Business mit Russland (на немецком) / Бизнес с Россией

Verlag Paul Haupt, mit einem Vorwort von Nationalrat Ernst Muehlemann, Hauptreferent des Europarates für die Aufnahme Russlands / Издательство Пауль Хаупт, предисловие Эрнста Мюлеманна, бывшего вице-президента Совета Европы
- 2003 — Markteintritt: Reibungsloser Einstieg (на немецком) / Безпрепятственное вступление в рынок

Der Wirtschaftswegweiser für den Mittelstand «So kommen Sie nach Russland», Primeverlag 2003 (S. 194—198)
- 2002 — «Основные права и свободы: по российской Конституции и Европейской конвенции о защите прав человека и основных свобод»

Москва, издательство Нота Бене, предисловие президента Европейского Суда по правам человека в Страсбурге, проф. Др. Люциуса Вильдхабера, Москва (на русском)
- 2001 — Комментарий к проекту закона «Об административных процедурах»

Москва, издательство Комплекс Прогресс (на русском)
- 2000 — «Как упорядочить отношения гражданина и чиновника? Административные процедуры на примере законодательства Швейцарии»

Москва, издательство ЭКОН (на русском)
- 2000 — Комментарий ко второй главе Конституции РФ

Московский Государственный Институт Международных Отношений (МГИМО), выпуск 2, Москва, издательство ЭКОН (на русском)

## Членство в организациях
Союз немецкой экономики в Москве

Европейский Бизнес Конгресс

Форум Восток-Запад, Берн 

ИГ-ГУС, Торговая Палата Швейцария-Россия

Немецко-российский форум

Совет по сотрудничеству Швейцария-Россия

Joint Chambers of Commerce (член Президиума)

Член Парламента г. Сант-Галлена (Швейцария)